# Дамме (Бельгия)
Дамме (нидерл. Damme) — город в Бельгии, в провинции Западная Фландрия, расположенной в 6 км к северо-востоку от Брюгге.
До середины XI века город являлся портовым, затем потерял выход к морю. Туристический центр.

## Город в культуре и искусстве
В городе разворачивалось действие романа Шарля де Костера «Легенда об Уленшпигеле». Согласно де Костеру, Дамме является родиной Тиля Уленшпигеля. Вероятно поэтому Дамме знаменит своими книжными магазинами и книжными ярмарками.
В городе установлен памятник нидерландскому поэту XIII века Якобу ван Марланту, действует музей поэта.
| Год  | Численность | Численность |
| ---- | ----------- | ----------- |
| 2016 | 10 907      |             |
| 2018 | 11 008      | [ 1 ]       |